# Букет рябины
«Букет рябины» (фр. Bouquet de sorbier) — картина французского художника-постимпрессиониста Поля Гогена из собрания Государственного Эрмитажа.
На картине изображена стоящая на столе чёрная ваза с большими медальонами по бокам, в ней помещены несколько веточек созревающей рябины. На стене висит зеркало в фигурной раме. Справа внизу подпись художника и дата: P Gauguin 84.
Как следует из авторской подписи, картина написана в 1884 году. В это время Гоген вместе с семьёй жил в Руане. Считается, что картина начата там в первой половине осени, поскольку плоды рябины уже красные, а листва ещё зелёная. В декабре того же года Гоген уехал в Копенгаген, на родину жены, и вполне возможно, что заканчивал картину он уже там.
Картина принадлежала Метте Гоген и хранилась в парижской мастерской друга Гогена Д. Монфрейда. В 1907 года она продала картину парижскому арт-дилеру Амбруазу Воллару. Сам Воллар 8 мая писал в своём дневнике: «Купил у мад[ам] Гоген […] 1 натюрморт с красными цветочками [с пятью другими работами] всего Гогена за 200 франков, оплаченных чеком». Составитель каталога-резоне творчества Гогена Сильвия Круссар считает, что Воллар сделал описку и на самом деле заплатил за эти картины 2000 франков, основываясь на сведениях Даниэля Монфрейда, который писал о визите Воллара в свою мастерскую в мае 1907 года, где тот отобрал для свой галереи картин Гогена на 2000 франков.
Далее картина попала в галерею Маттхизен в Берлине, где её приобрёл немецкий предприниматель и коллекционер Отто Кребс из Веймара. После смерти Кребса весной 1941 года от рака картина хранилась в хольцдорфском поместье Кребса под Веймаром; во время Второй мировой войны коллекция Кребса была спрятана в специально-оборудованном сейфе-тайнике, построенном под одной из хозяйственных построек поместья. В 1945 году Хольцдорф был занят советскими войсками, в поместье Кребса расположилось управление Советской военной администрации в Германии. Коллекция, включая «Букет рябины», была обнаружена и описана на месте советскими трофейными командами, занимающимися сбором произведений искусства и вывозом их в СССР, после чего отправлена в Государственный Эрмитаж (в первоначальных описях картина указана под названием «Натюрморт с рябиной»), где долгое время хранилась в запасниках и не была известна широкой публике и даже большинству исследователей (например, Жорж Вильденштейн, составитель первого каталога-резоне творчества Гогена, вышедшего в 1964 году, не знал о существовании этой картины и соответственно не включил её в свой труд); мало того, на Западе считалось, что коллекция Кребса погибла во время Второй мировой войны.
Впервые после долгого перерыва картина была показана публике лишь в 1995 году на эрмитажной выставке трофейного искусства; с 2001 года числится в постоянной экспозиции Эрмитажа и с конца 2014 года выставляется в Галерее памяти Сергея Щукина и братьев Морозовых в здании Главного Штаба (зал 412).
Эта же ваза фигурирует ещё в двух полотнах Гогена, написанных непосредственно в Копенгагене в следующем году: «Натюрморт с японскими пионами и мандолиной» (холст, масло; 61,7 × 51,3 см; Орсе, Париж) и «Две вазы с цветами и веер» (холст, масло; 100 × 65 см; коллекция Роберта Уинтропа, Нью-Йорк). А. Г. Костеневич отмечает, что в построении натюрмортов из Эрмитажа и Орсе был использован сходный композиционный принцип: «сопоставление букета в вазе с предметом на стене, только вместо зеркала в вычурной раме введено живописное произведение самого Гогена в белой раме».
Зеркало воспроизведено в портрете жены художника «Метте Гоген в вечернем платье» (холст, масло; 65 × 54 см; Национальный музей искусства, архитектуры и дизайна, Осло).
А. Г. Костеневич, анализируя картину, говорил о наметившемся отходе Гогена от принципов импрессионизма и далее писал:

…проблемы передачи света стушевываются перед задачами цветовыми, перед тем мрачным смысловым колоризмом, который определил звучание этой картины. Красные пятна гроздей рябины сверкают красиво, но тревожно. <…> Тёмный фон, смутные отражения в зеркале — всё это вносит в композицию элемент таинственности, соответствующий общему настроению картины. Вместе с тем перекличка округлых, успокаивающих очертаний вазы, столешницы, овального зеркала призвана подчинить тревожные ноты общему гармоническому замыслу.

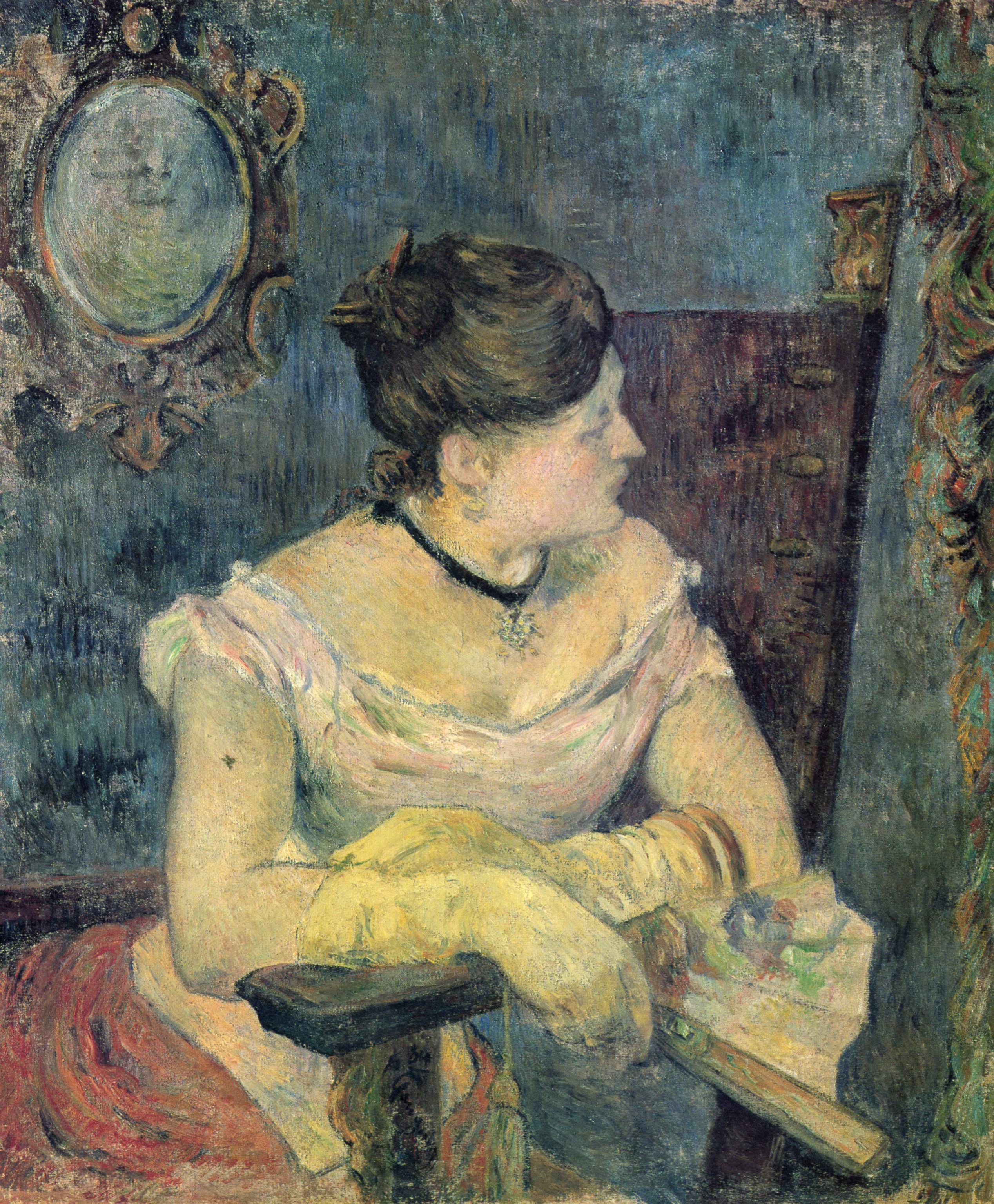
«Метте Гоген в вечернем платье». Осло
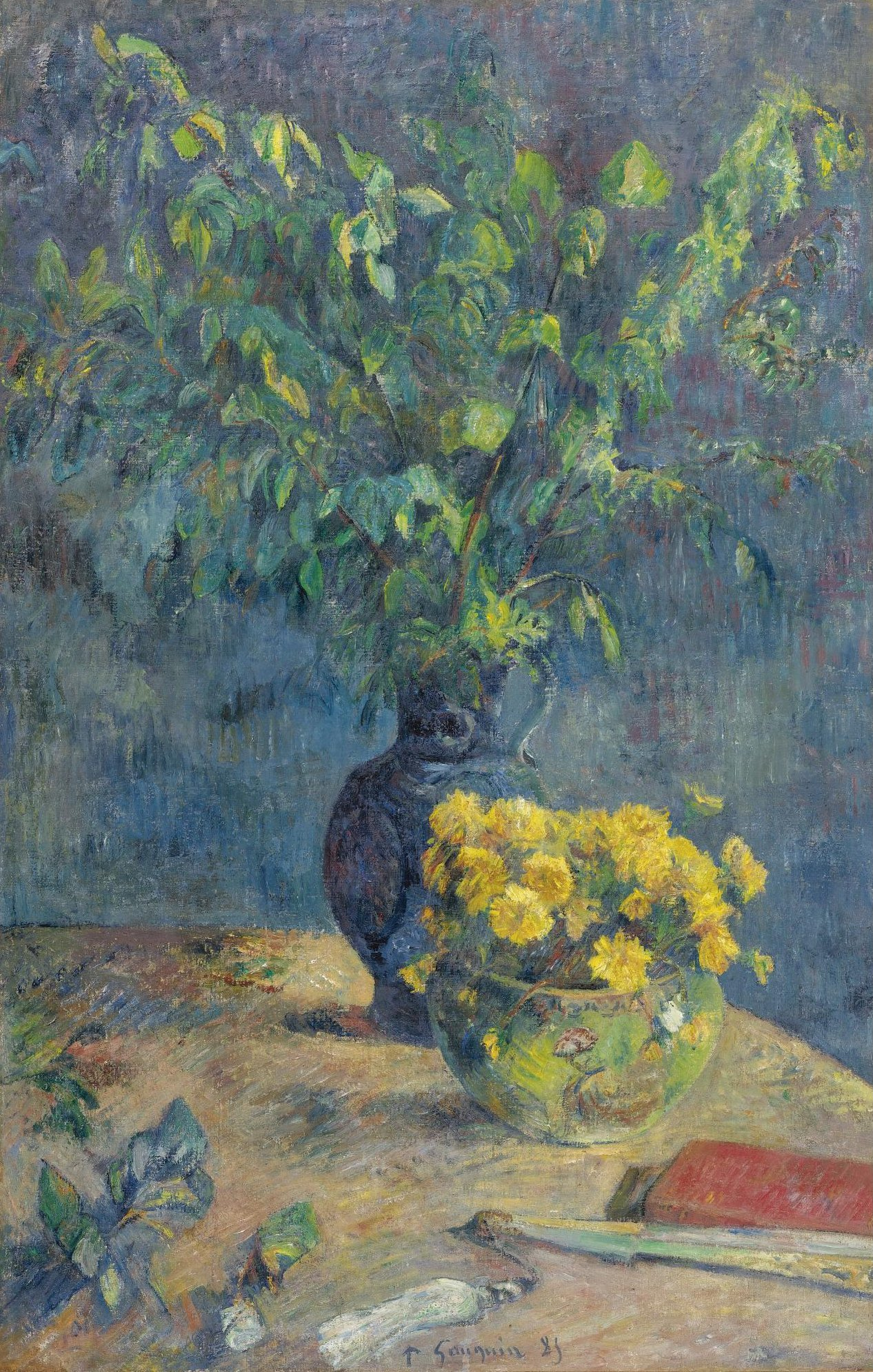
«Две вазы с цветами и веер». Частная коллекция
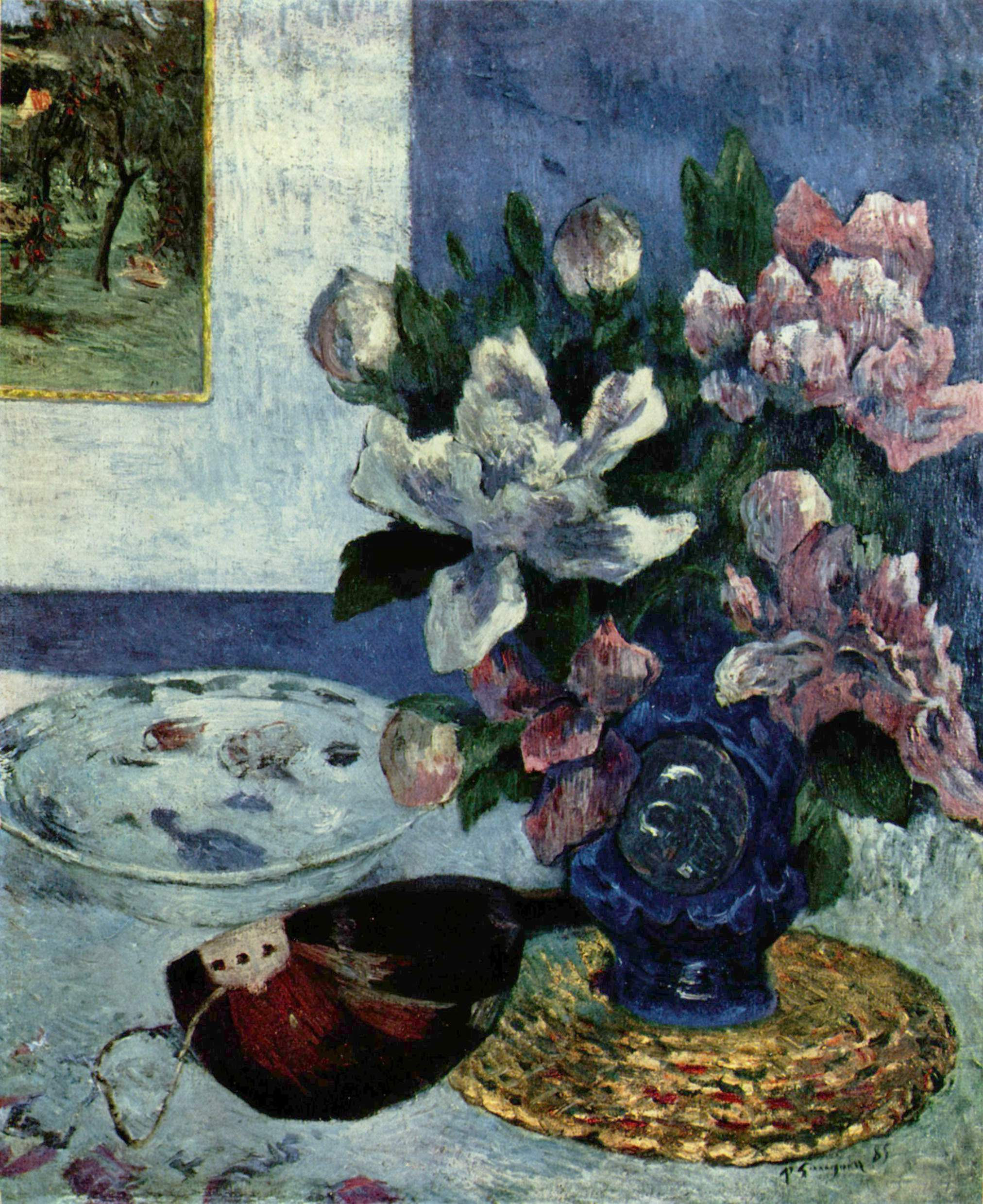
«Натюрморт с японскими пионами и мандолиной». Орсе